# نگکا (دهانه)
نگکا یک دهانه برخوردی در ماه‌ است.

## دهانه‌های اقماری
این دهانه ۲ دهانه اقماری دارد.
| Nagaoka | عرض جغرافیایی | طول جغرافیایی | قطر          |
| ------- | ------------- | ------------- | ------------ |
| U       | ۱۹.۹° N       | ۱۵۱.۴° E      | ۳۰.۰ کیلومتر |
| W       | ۲۰.۰° N       | ۱۵۳.۰° E      | ۲۹.۰ کیلومتر |